# Arendsee
 For alternative betydninger, se Arendsee (Altmark).
Arendsee er en sø i Tyskland. Den ligger i landkreis Altmarkkreis Salzwedel i delstaten Sachsen-Anhalt.
Søen ligger 23 meter over havet og har et areal på 5,1 km². Den er op til 50 meter dyb, og er den største og dybeste naturlige sø i Sachsen-Anhalt. Søen ligger på toppen af en saltkuppel i undergrunden, og er nærmest isoleret, kun forbundet med Elben med en lille bæk. Dette gør at det tager 100 år før alt vandet i søen er udskiftet.